# Dahnovici, Hîncești
Dahnovici este un sat din cadrul comunei Bobeica din raionul Hîncești, Republica Moldova.

## Demografie

### Structura etnică
Structura etnică a localității conform recensământului populației din 2004:
| Grup etnic                    | Populație | % Procentaj |
| ----------------------------- | --------- | ----------- |
| Băștinași declarați Moldoveni | 1153      | 99,65%      |
| Ruși                          | 2         | 0,17%       |
| Ucraineni                     | 1         | 0,09%       |
| Găgăuzi                       | 1         | 0,09%       |
| Total                         | 1157      |             |